# Список умерших в 1305 году
В этой статье представлен список известных людей, умерших в 1305 году.

## Январь
- 9 января — Джованни I Справедливый — маркграф Монферрата (1292—1305), последний мужской представитель династии Алерамичи
- 19 января — Руджеро Лауриа — арагонский адмирал, принявший важное участие в событиях Сицилийской вечерни, крестового похода против Педро III и борьбы за Сицилию между братьями Альфонсом Арагонским и Хайме Сицилийским.
- Иоанн IV Бранденбургский — Маркраф Бранденбурга в Штендале (1286—1305)

## Февраль
- 12 февраля — Гилберт де Сент Леонард[англ.] — епископ Чичестера (1288—1305)
- 25 февраля — Герхард II фон Эппенштайн[нем.] — архиепископ Майнца (1288—1305)

## Март
- 1 марта — Бланка Французская — дочь короля Франции Филиппа III Смелого, герцогиня-консорт Австрии (1300—1305), жена Рудольфа I Габсбурга
- 7 марта — Ги де Дампьер — граф Фландрии (с 1251) (единовластно с 1288), маркграф Намюра (с 1263), 2-й сын Гильома II, сеньора де Дампьер, и Маргариты II, графини Фландрии и Эно (Геннегау). Умер во французском плену.
- 25 марта — Оттон III, граф Равенсберга (с 1249).

## Апрель
- 4 апреля — Иоанна I Наваррская (32) — принцесса из Шампаньского дома, правящая королева Наварры и графиня Шампани (с 1274), дочь и наследница Генриха I Наваррского и королева-консорт Франции (с 1285) как жена Филиппа IV Красивого.
- 10 апреля — Иоахим Пикколомини[англ.] — святой римско-католической церкви[1].
- 30 апреля — Рожер де Флор — средневековый кондотьер, мореход и искатель приключений на сицилийской и византийской службе, убит.

## Май
- 17 мая — Конрад II фон Пфаффенхаузен[нем.] — епископ Айхштета (1297—1305)
- 18 мая — Бурхард II фон Бланкенбург[нем.] — архиепископ Магдебурга (1295—1305)

## Июнь
- 21 июня — Вацлав II (33) — король Чехии (1283—1305) из династии Пржемысловичей, князь краковский (1290—1305), король Польши (1300—1305).

## Август
- 23 августа — Уильям Уоллес — шотландский рыцарь и военачальник, предводитель шотландцев в войне за независимость от Англии. Казнён англичанами.

## Сентябрь
- 4 сентября — Маттео Россо Орсини[англ.] — итальянский кардинал S. Maria in Porticu, политик и дипломат.
- 10 сентября — Николай Толентинский — монах-августинец, святой римско-католической церкви.
- 24 сентября — Уолтер Уинтербёрн, английский кардинал, поэт, философ, богослов и оратор, доминиканец; кардинал-священник с титулом церкви Санта-Сабина (1304—1305).

## Октябрь
- 4 октября:
  - Дитрих VI/VIII — граф Клеве (1275—1305);
  - Император Камэяма (56) — император Японии (1259—1274).
- 9 октября — Роберт де Понтиньи[нем.]	— кардинал-священник Санта-Пуденциана (1294—1305)
- 13 октября — Матье IV де Монморанси — сеньор де Монморанси (1270—1305), адмирал Франции (1297—1304), великий камергер Франции (?—1305).
- Раймонд Беренгер Анжуйский — граф Андрии (1290—1305), граф Пьемонта (1304—1305)

## Ноябрь
- 18 ноября — Жан II (66) — герцог Бретани и граф Пентьевр (1286—1305), граф Ришмон (1268—1305). Погиб в результате несчастного случая.
- Отто I[нем.]	— граф Вальдека (1275/1276—1305)

## Декабрь
- 6 декабря — Максим — митрополит Киевский и всея Руси, перенесший митрополичью кафедру во Владимир, святой православной церкви.

## Дата неизвестна или требует уточнения
- Бертран I де Бо — сеньор де Бо (1268—1275), граф д'Авеллино (1277—1305), викарий и сенатор Рима (1270—1271)
- Бертран III де Бо — принц-соправитель Оранский и сеньор де Куртезон (1278/1279—1305).
- Гийом де Вилларе — великий магистр ордена иоаннитов (1296—1305).
- Гао — манса империя Мали из династии Кейта (1300—1305).
- Гартнат[англ.] — мормэр Мара (ок. 1301—1305)
- Жан де Мен — французский поэт, сатирик, филолог, представитель французского свободомыслия, доктор богословия, автор второй части «Романа о Розе»
- Иоанн IV Ласкарис — Никейский император (1259—1261). Дата смерти предположительна.
- Иоганн IV, маркграф Бранденбург-Штендаля (с 1286).
- Мария Рурик[исп.] — королева-консорт Венгрии (1304—1305), жена Карла Роберта
- Михаил Андреевич — князь суздальский (1279—1305)
- Моше де Леон — сефардский раввин, каббалист, автор или переписчик книги Зоар.
- Нильс Аллессон[итал.] — архиепископ Уппсалы (1292—1305).
- Максим Плануд, византийский грамматик, математик и теолог.
- Сантуччи Каработти[итал.] — итальянская монахиня, создавшая к концу своей жизни объединение монашеских общин, куда входило около двадцати учреждений, святая римско-католической церкви.
- Цянь Сюань — китайский художник и поэт. Дата смерти предположительна
- Ян II ван Зирк[нидерл.] — епископ Утрехта (1291—1296) — епископ Туля (1296—1305)